# Щучник дернистий
Щучник дернистий (Deschampsia cespitosa) — вид багаторічних трав'янистих рослин родини тонконогові (Poaceae). Етимологія: лат. caespitosa — «чубатий».

## Опис
Рослина має глибоке коріння до 1 м. Вегетативне розмноження здійснюється підземними пагонами. Стебла міцні вертикальні й гладкі, від 20 см до 1,5(2) м. Листя 10–60 см завдовжки; шириною 2–5 мм. Листки мають різучі, зворотно-зазубрені краї. Язичок завдовжки від 6 до 8 мм. Суцвіття — багатоколоскова волоть, 10–50 см завдовжки; 3–20 см в ширину. Колоски довжиною 4–6 мм. Плоди — зернівки, відносно легкі та схильні до вітрового або плавучого поширення, довжиною ≈ 2 міліметрів.

## Поширення
Населяє від помірних до арктичних районів Європи та Азії і Північній Америці. У гірських районах зустрічається навіть у тропічній Африці й Азії, а також в Австралії (Тасманія) і Новій Зеландії. Зростає на вологих і мокрих луках і болотах.
В Україні зростає на вологих луках, у лісах, на болотах — у Поліссі, Лісостепу і Карпатах, часто; заходить у північну частину Лівобережного Степу.

## Галерея

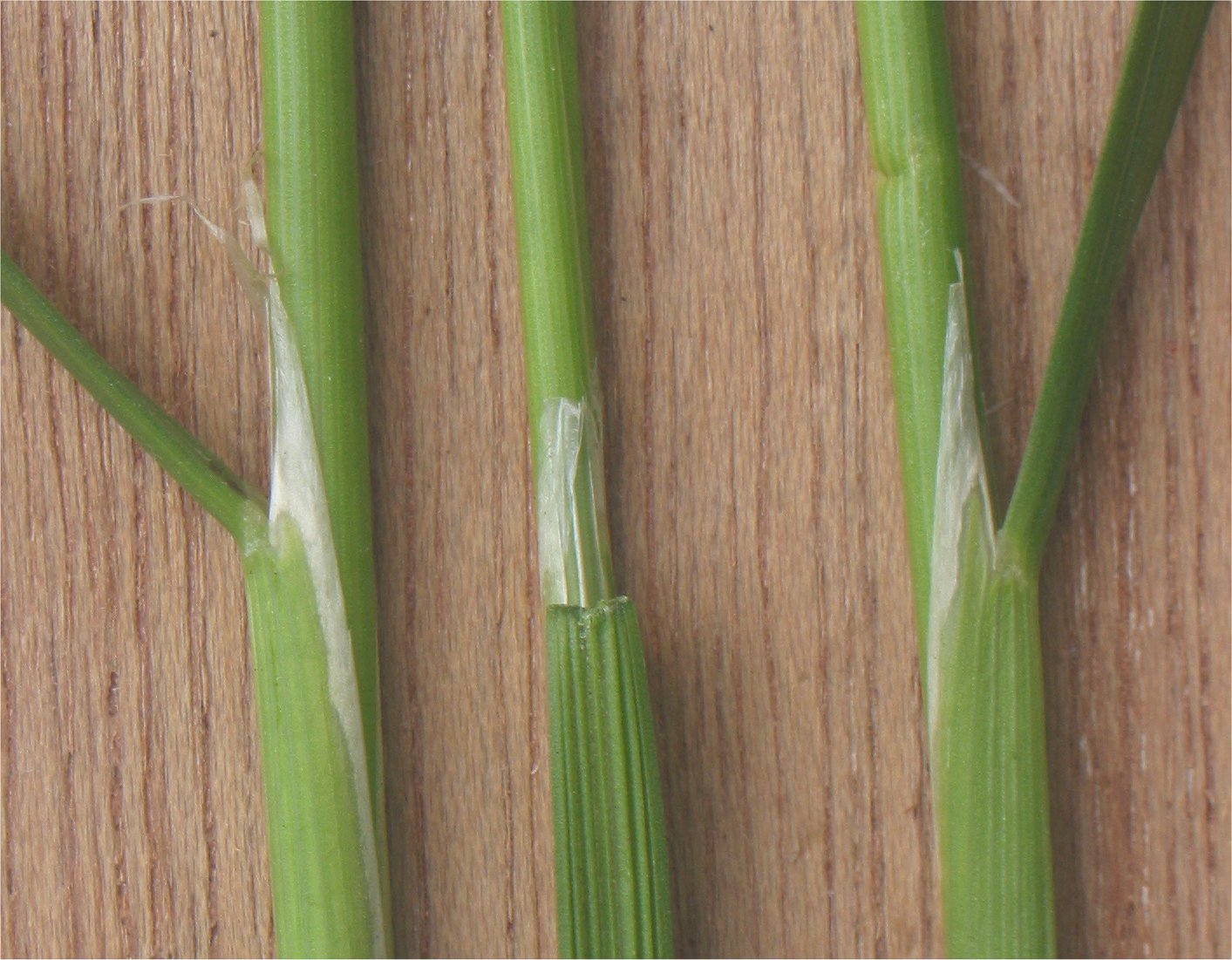
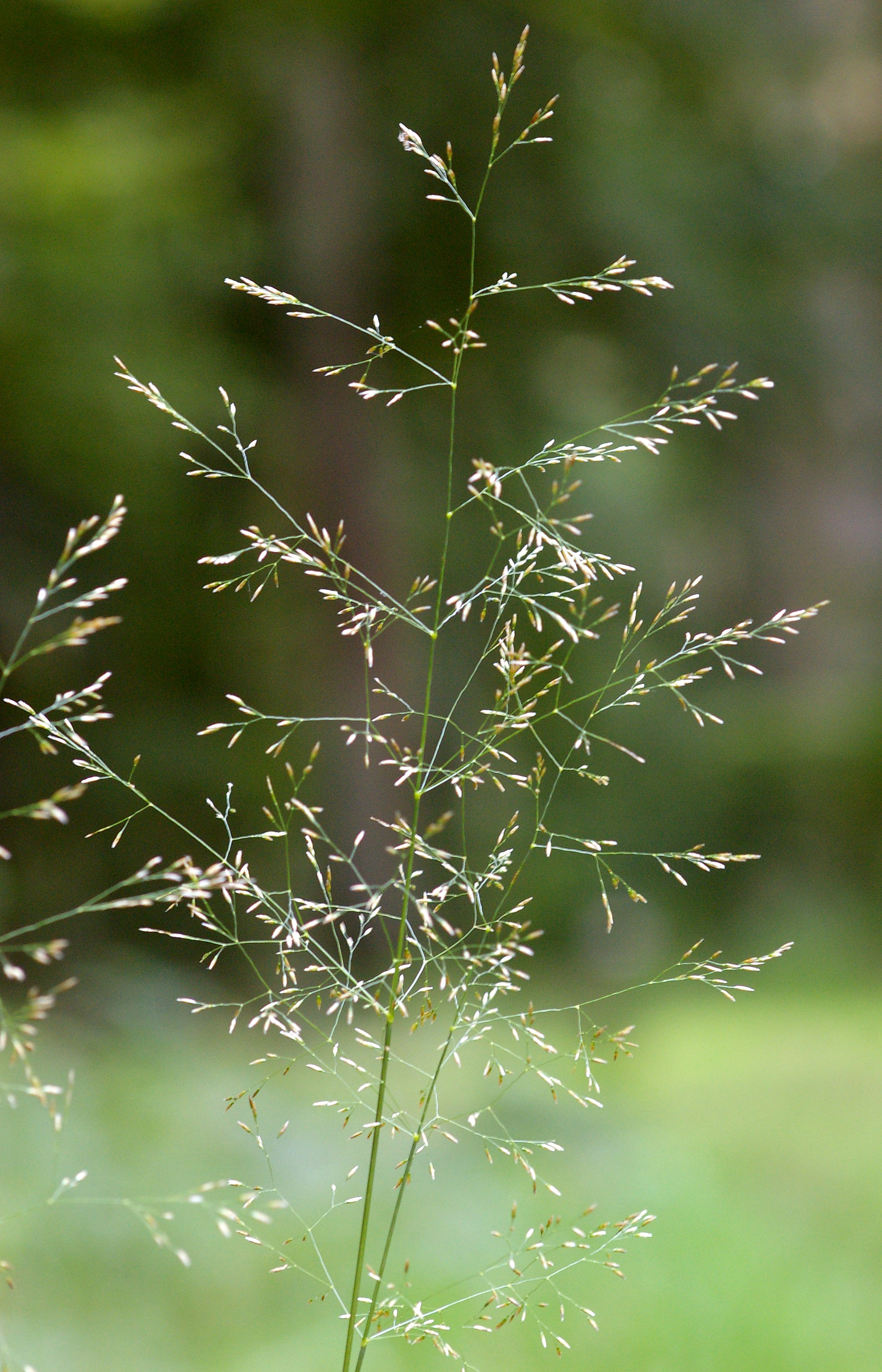
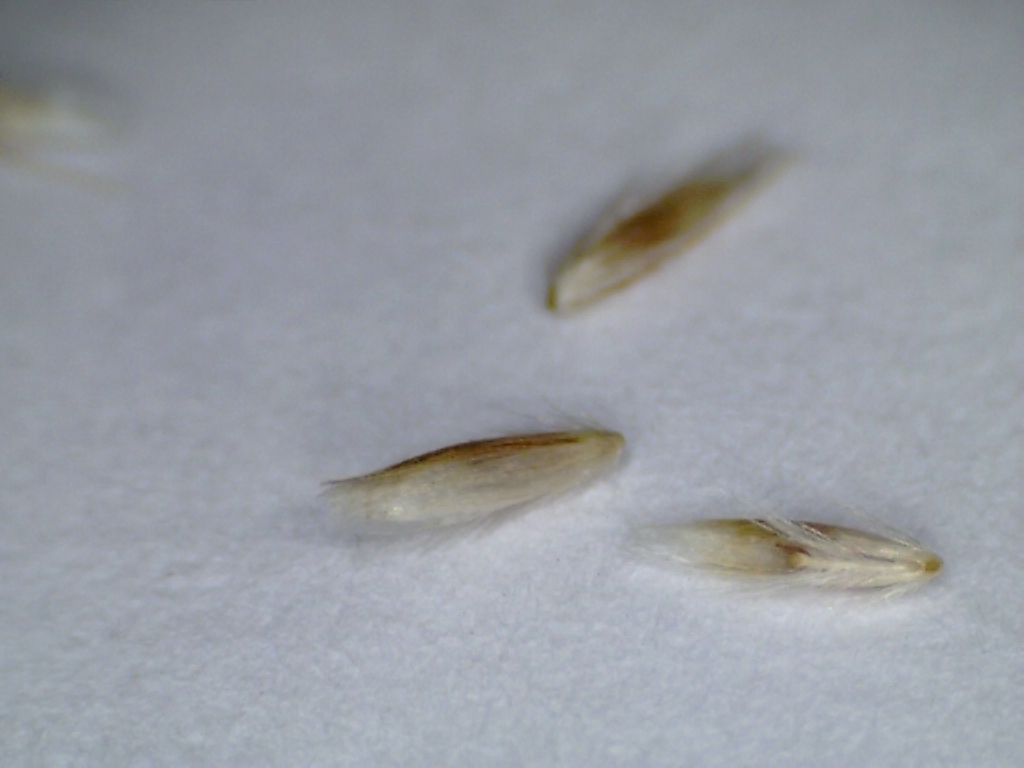